# Kościół Nawiedzenia Najświętszej Maryi Panny w Niemojowie
Kościół Nawiedzenia Najświętszej Maryi Panny w Niemojowie – zabytkowy kościół we wsi Niemojów.
Kościół filialny parafii Wniebowzięcia Najświętszej Maryi Panny w Różance z  XVIII w.

Przy murze cmentarza przykościelnego kamienna rzeźba Ukrzyżowanie z 1862 r., nr rej.: B/1832/4 z 5.09.2007.